# Кредитон
Кредитон (англ. Crediton) — город и община в районе Мид-Девон в Девоне в Англии. Он расположен на дороге A377 от Эксетера до Барнстапла, на пересечении с дорогой A3072, ведущей в Тивертон, примерно в 7 милях (11 км) к северо-западу от Эксетера. Население составляло в 2001 году 6837 человек, увеличившись до 7835 человек по переписи 2011 года. В Кредитоне есть два избирательных округа (Бонифаций и Лоуренс). Общая численность населения этих районов по переписи 2011 года составляла 7600 человек.
Город расположен в узкой долине реки Криди, между двумя крутыми холмами и разделён на две части: северную, или старый город (Народный парк, Общественный колледж королевы Елизаветы и т. д.), и южную и восточную, или новый город (QECC Barnfield, Saxon Close и т. д.).

## История
Первым признаком поселения в Кредитоне является утверждение, что Уинфрит, он же святой Бонифаций, родился здесь около 672 года.
Он распространял христианство во Франкской империи в VIII веке и является святым покровителем Германии и Нидерландов. В 909 году здесь была основана кафедра с Эдвульфом в качестве первого епископа. Ещё девять епископов правили здесь до 1050 года, когда Леофрик получил папское разрешение от Папы Льва IX на перенос резиденции в Эксетер, более культурный, более крупный и обнесённый стеной город. С 1897 года Кредитон был резиденцией суффраганского епископства в Эксетерской епархии; с 2004 по 2012 год епископом был Роберт Эвенс, с 2012 по 2015 год это был Ник МакКиннел (который был переведён на англиканский престол Плимута). Нынешний епископ Кредитона — Джеки Сирл, который является епископом с 2018 года.
При переписи Судного дня (1086 год) большая часть земли всё ещё не возделывалась, но процветание росло, и в 1269 году каждый из двенадцати пребендов коллегиальной церкви имел дом и сельскохозяйственные угодья в пределах прихода. Епископы, которым поместье принадлежало до Реформации, испытывали трудности с обеспечением соблюдения своих прав на владения и других прав; в 1351 году епископ Грандисон получил пример судебных решений 1282 года, в которых говорилось, что у него были просьбы о франкпледже, виселице и ассизы по хлебу и элю.
Присяжные городка упоминаются в 1275 году; Кредитон вернул двух членов в парламент во время правления Эдуарда I в 1306–1307 годах, хотя впоследствии он больше никогда не был представлен в парламенте. Сохранилась городская печать, датированная 1469 годом, но корпорация не упоминается в даре, сделанном Эдуардом VI от церкви двенадцати главным жителям. Район и поместье были подарены Елизаветой I Уильяму Киллигрю в 1595 году, но нет никаких указаний на организацию города тогда или в 1630 году, а в XVIII веке Кредитоном управляли комиссары.
Торговля шерстью была налажена к 1249 году, а производство и торговля шерстяными тканями, особенно саржей, достигли пика в XVI веке, когда город достиг пика своего процветания. В 1630 году рынок трикотажных изделий упоминается в связи с поговоркой «столь же прекрасное, как прядение Киртона». Торговля шерстяными тканями пришла в упадок после середины XVIII века.
Во время гражданской войны в Англии граф Эссекс проезжал через город 20 июля 1644 года по пути в Корнуолл и, очевидно, покинул город и окрестности в некотором замешательстве. За ним внимательно следил Карл I, который прибыл в город 27 июля, чтобы просмотреть армию, собранную там его племянником принцем Морисом, прежде чем вернуться в Эксетер на военный совет. В следующее воскресенье король провёл ночь в Кредитоне, а затем начал свою экспедицию «Ловля Эссекса».
В конце 1645 — начале 1646 года город использовался в качестве базы Томасом Ферфаксом и армией нового образца, откуда они выступили против сил роялистов, собиравшихся в Северном Девоне, и куда они вернулись 29 марта 1646 года после успеха в битве при Торрингтоне и в снятии осады Плимута.
В воскресенье, 14 августа 1743 года, начался сильный пожар, полностью уничтоживший Хай-стрит и здания в «Западном городе». В то время это был второй по величине пожар в стране, уступавший только Великому лондонскому пожару. Шестнадцать человек погибли, более 2000 остались без крова и 450 домов разрушены. Другие крупные пожары произошли в 1766, 1769 и 1772 годах.
Город является побратимом Авранша, Франция.

## Экономика

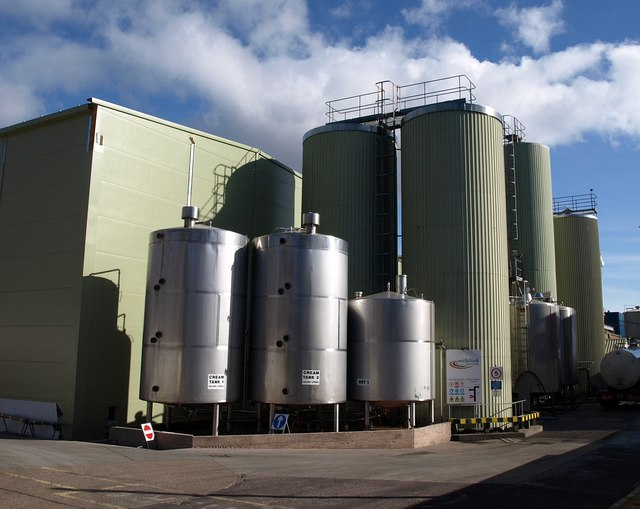
Бункеры для хранения на заводе Milk Link, производящем ультрапастеризованное молоко

В начале XX века сапожное дело, кожевенное дело, сельскохозяйственная торговля, лужение, производство кондитерских изделий и сидра вытеснили прежние крупные шерстяные и саржевые производства.
Маслозавод и молочный завод в Кредитоне всегда располагались рядом с церковью, но для дальнейшего распространения своей продукции у компании была транспортная база, которая располагалась в товарном дворе железнодорожного вокзала. Каждый день поезд из трёх или более вагонов-цистерн для молока заполнялся из грузовиков, а затем доставлялся в Лондон либо по Большой западной железной дороге, либо по Южной железной дороге. В июле 2002 года Express Dairies продала маслобойню и аналогичное предприятие в Керкубри, Шотландия, компании Milk Link, которая к тому времени производила ультрапастеризованное молоко. Milk Link объединилась с Arla Foods в 2012 году, но в 2013 году недавно объединённая компания продала свои операции Crediton в результате выкупа менеджмента. Новая компания Crediton Dairy Limited начала работу в апреле 2013 года.
Сегодня в городе есть два промышленных парка в Лордс-Медоу и Фордтоне, молочный завод и небольшая коллекция экспонатов в бизнес-парке Westward. Это торговый и деловой центр для окрестностей, в котором работают такие отрасли, как графика и фармацевтика.
Компания Bristow’s of Devon, основанная в 1932 году, была одним из основных работодателей города, но была закрыта в 2011 году после того, как владелец New McCowan’s перешёл в администрацию. 
Фабрика в промышленной зоне Lords Meadow была вновь открыта компанией Crediton Confectionery, которая приобрела бренд Bristow’s.
В 2001 году району Кредитон был присвоен приоритетный статус в отношении правительственной инициативы «Рынок и прибрежные города» после вспышки ящура. К 2006 году из 45 запланированных проектов 18 были завершены, решены или начаты.

## Транспорт

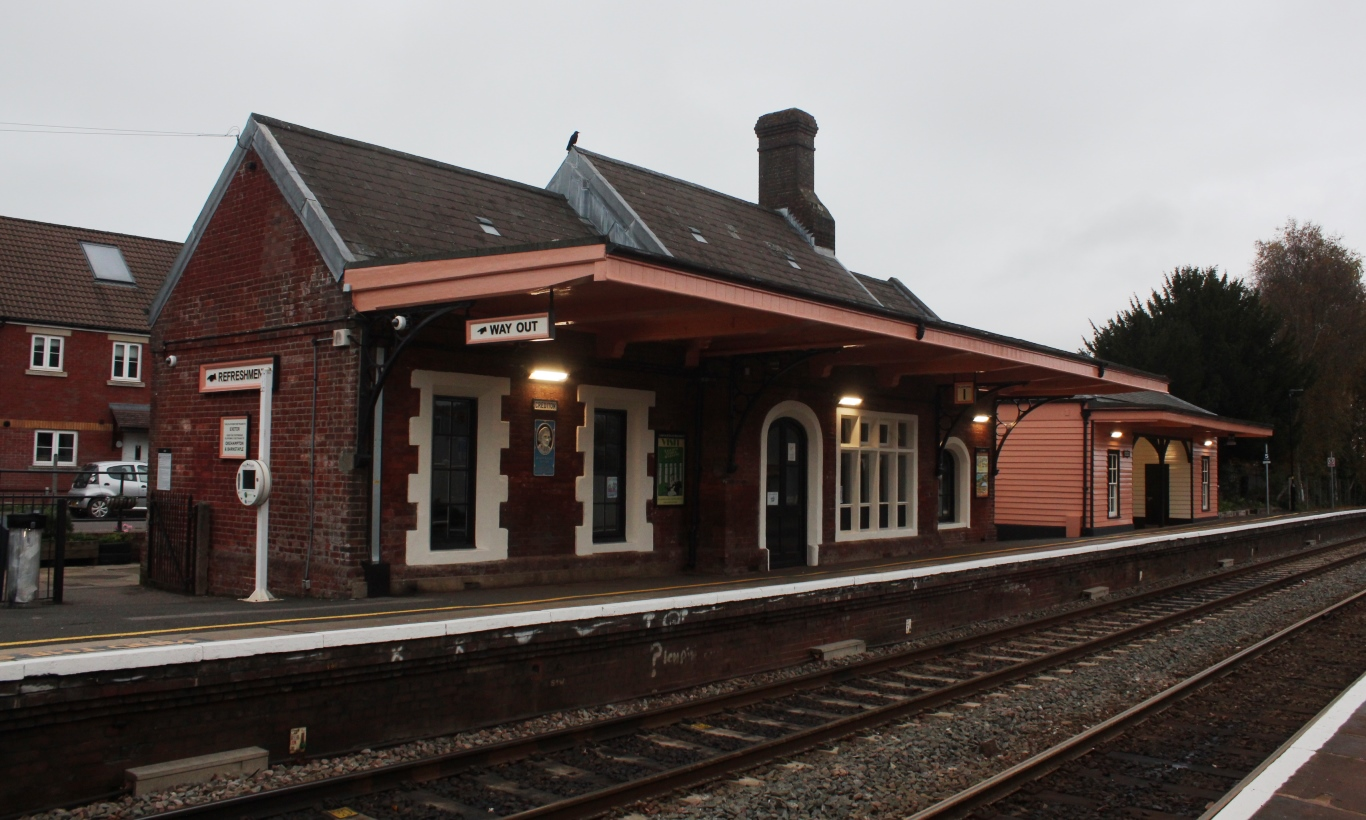
Железнодорожная станция Кредитон в ноябре 2021 года

Железнодорожная станция Кредитон была спроектирована Изамбардом Кингдомом Брюнелем и открыта железной дорогой Эксетера и Кредитона 12 мая 1851 года. Затем линия на Барнстапл была открыта Северо-Девонской железной дорогой 1 августа 1854 года. После 1 ноября 1865 года через станцию проходили дополнительные поезда Лондонской и Юго-Западной железных дорог в сторону Окхэмптона. В настоящее время это перекрёсток линий Тарка и Дартмур, хотя эти две линии проходят параллельно до перекрестка Коулфорд. Кредитон обслуживается всеми поездами, курсирующими из Барнстапла в Эксмут. Они соединяются с магистральными линиями в Эксетер-Сент-Дэвидс.
Железная дорога Эксетер-Плимут LSWR должна быть вновь открыта, чтобы соединять Корнуолл и Плимут с участком линии от Окхэмптона через Кредитон и Эксетер с остальной частью железнодорожной системы Великобритании в любую погоду. Есть предложения вновь открыть линию от Тавистока до Бере Алстона для сквозного сообщения с Плимутом.
Ночью 4 февраля 2014 года из-за сильного ветра и сильного волнения на море часть морской стены в Долише была прорвана, смыв около 40 метров (130 футов) стены и балласт под железной дорогой сразу за ней. Линия была закрыта. Network Rail начала ремонтные работы, и линия вновь открылась 4 апреля 2014 года. После широкомасштабных сбоев, вызванных повреждением магистрального пути в Долише прибрежными штормами в феврале 2014 года, Network Rail рассматривает возможность повторного открытия участка линии от Тавистока до Окхэмптона и Эксетера в качестве альтернативы прибрежному маршруту.
Ближайший аэропорт — международный аэропорт Эксетер.

## Образование

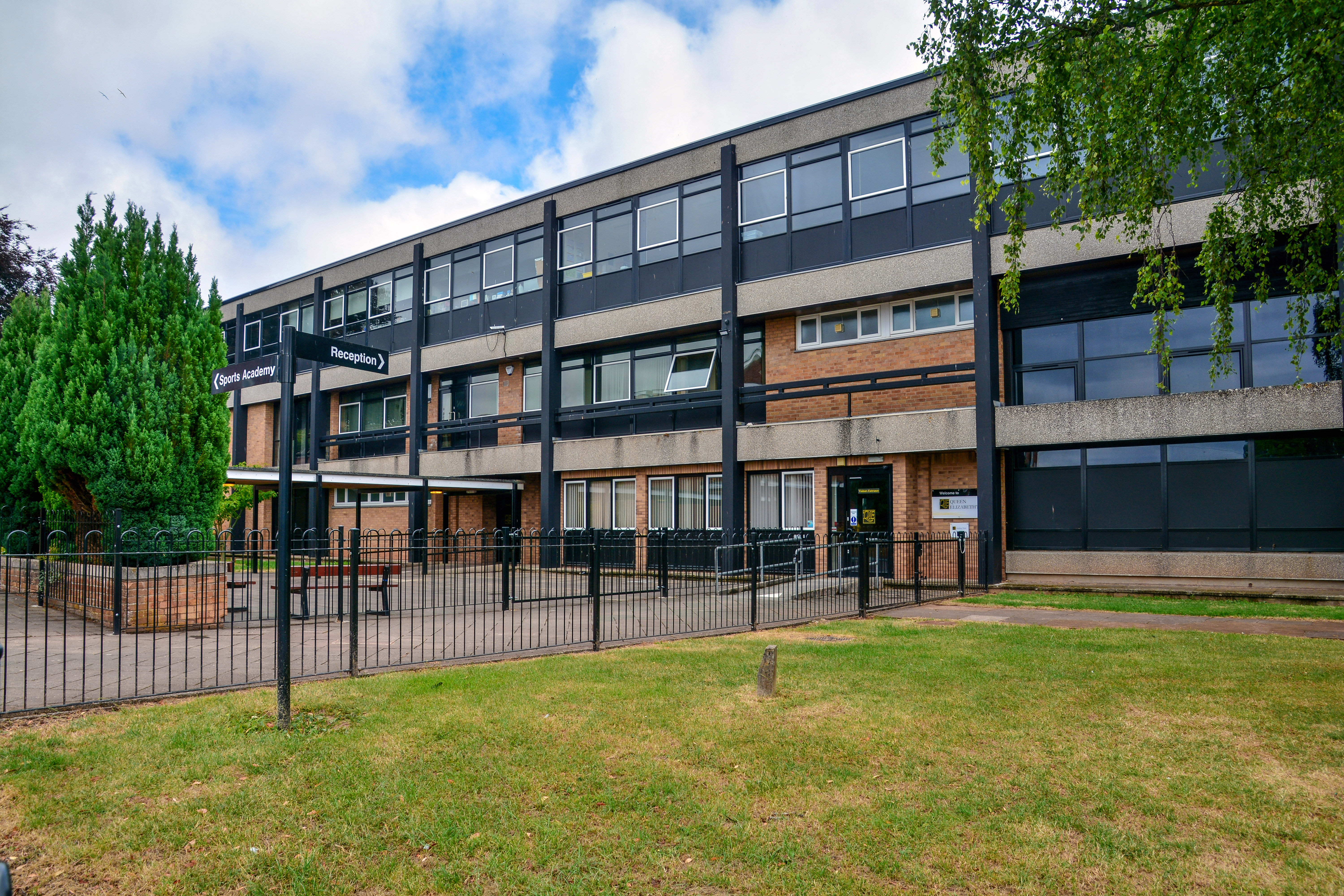
Гимназия королевы Елизаветы

Гимназия королевы Елизаветы, основанная Эдуардом VI и повторно основанная Елизаветой I, сегодня является государственной академией, названной в честь королевы Елизаветы I, которая получает хорошие результаты экзаменов GCSE и A-Level. Есть две начальные школы: начальная школа Хейворда и начальная школа Лэндскора. Неподалеку в одноимённой деревне находится школа Сэндфорд и ещё десять партнёрских начальных школ.

## Достопримечательности
- Англиканская Кредитонская приходская церковь[англ.], бывшая коллегиальной, представляет собой перпендикулярное здание в стиле раннеанглийской готики[5].
- К юго-востоку от города, на хребте с видом на реку, находится загородный дом Даунс[англ.], построенный около 1692 года и реконструированный в XVIII веке. Это место рождения сэра Редверса Буллера[5], чья семья была лордами поместья Кредитон.
- На северо-западной стороне города была построена большая стена в 1276 году, и она частично сохранилась до сих пор, хотя теперь она ничем не отличается от обычной садовой стены.